# Grevillea arenaria
Grevillea arenaria,  es una especie de arbusto  del gran género  Grevillea perteneciente a la familia  Proteaceae. Es originaria de  Nueva Gales del Sur en Australia.

## Descripción
Tiene  hábito rastrero y crece entre 1 y 3 metros de altura. Sus hojas son de 1,5 a 7 cm de largo y 3 a 15 mm de anchura. Las flores, que se producen en grupos de 2 a 10, son de color rosa, rojo o naranja, con estilos de color verde o amarillo en la base . Esto ocurre durante todo el año, con un gran florecimiento en primavera.

## Distribución y hábitat
Se produce en suelos arenosos en los bosques abiertos de la Gran Cordillera Divisoria, su punto más al sur está en línea con Narooma y su punto más al norte en línea con Sídney.

## Taxonomía
Grevillea arenaria fue descrita por Robert Brown y publicado en Transactions of the Linnean Society of London, Botany 10: 172. 1810.
Etimología
Grevillea, el nombre del género fue nombrado en honor de Charles Francis Greville, cofundador de la Royal Horticultural Society.
Subespecies
- G. arenaria R.Br. subsp. arenaria
- G. arenaria subsp. canescens (R.Br.) Olde & Marriott

Sinonimia
- Embothrium arenarium (R.Br.) Dum.Cours.
- Grevillea ferruginea Sieber ex Spreng.[3]
- Grevillea canescens R.Br.
- Grevillea cinerea A.Cunn